# موکاچفو
موکاچفو (به اوکراینی: Мукачево) (به مجاری: Munkács) شهری در استان زاکارپاتیا در کشور اوکراین است. جمعیت این شهر ۸۵,۹۰۳ نفر (۲۰۲۱ تخمینی) است.

## نگارخانه

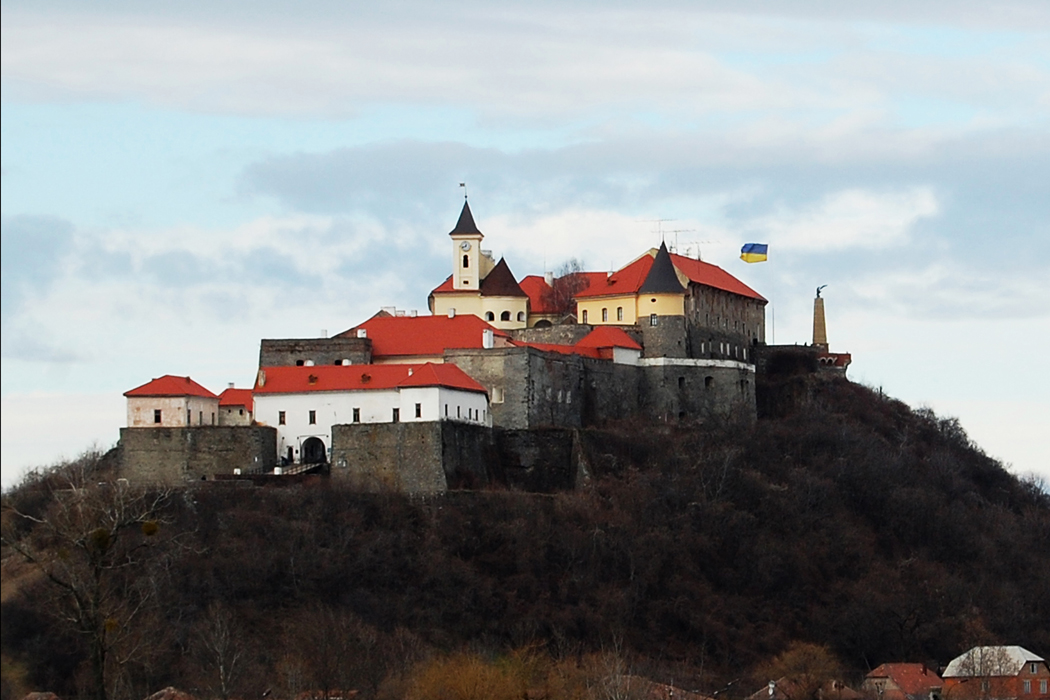
قلعه موکاچفو
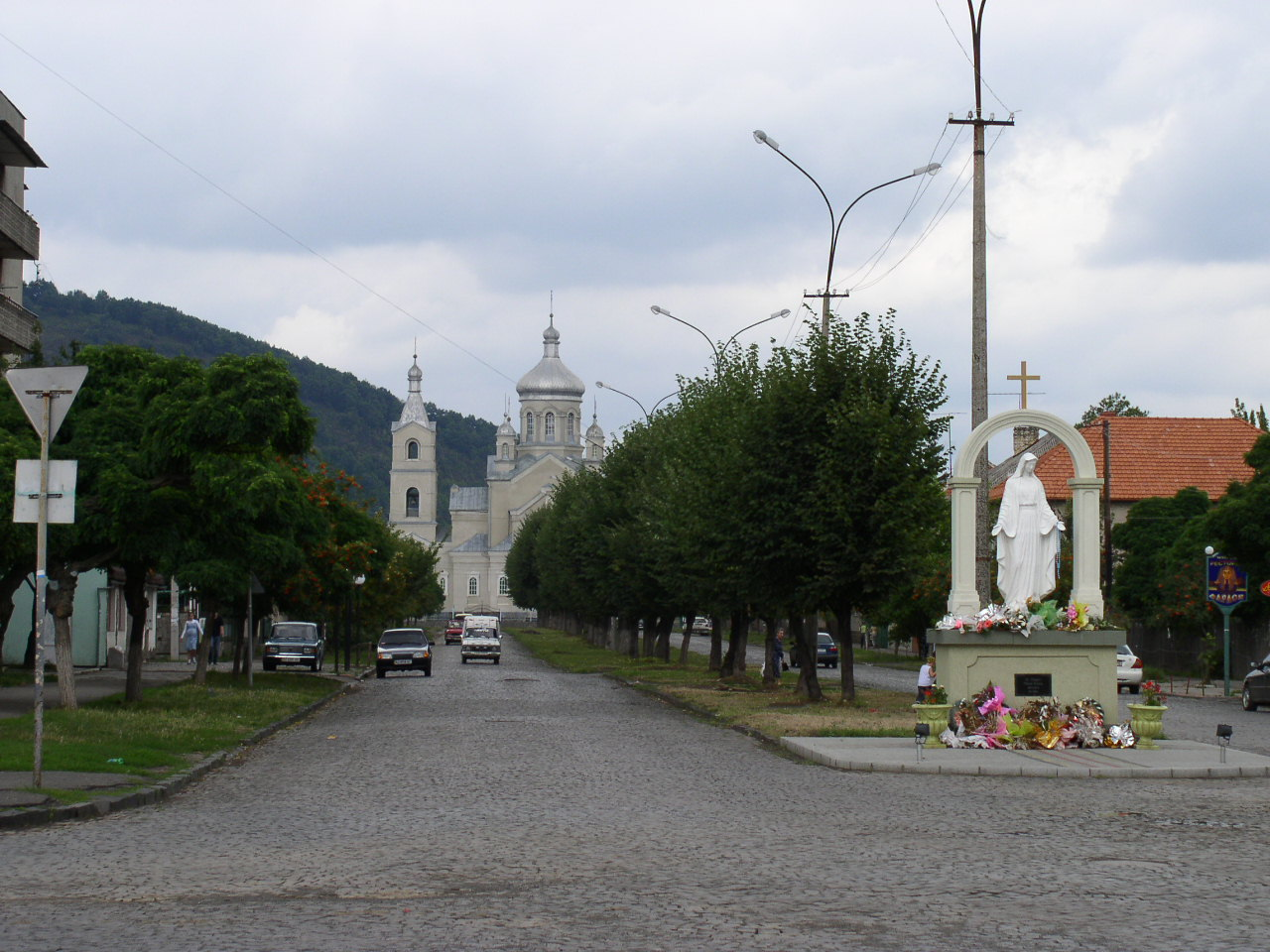
کلیسای موکاچفو
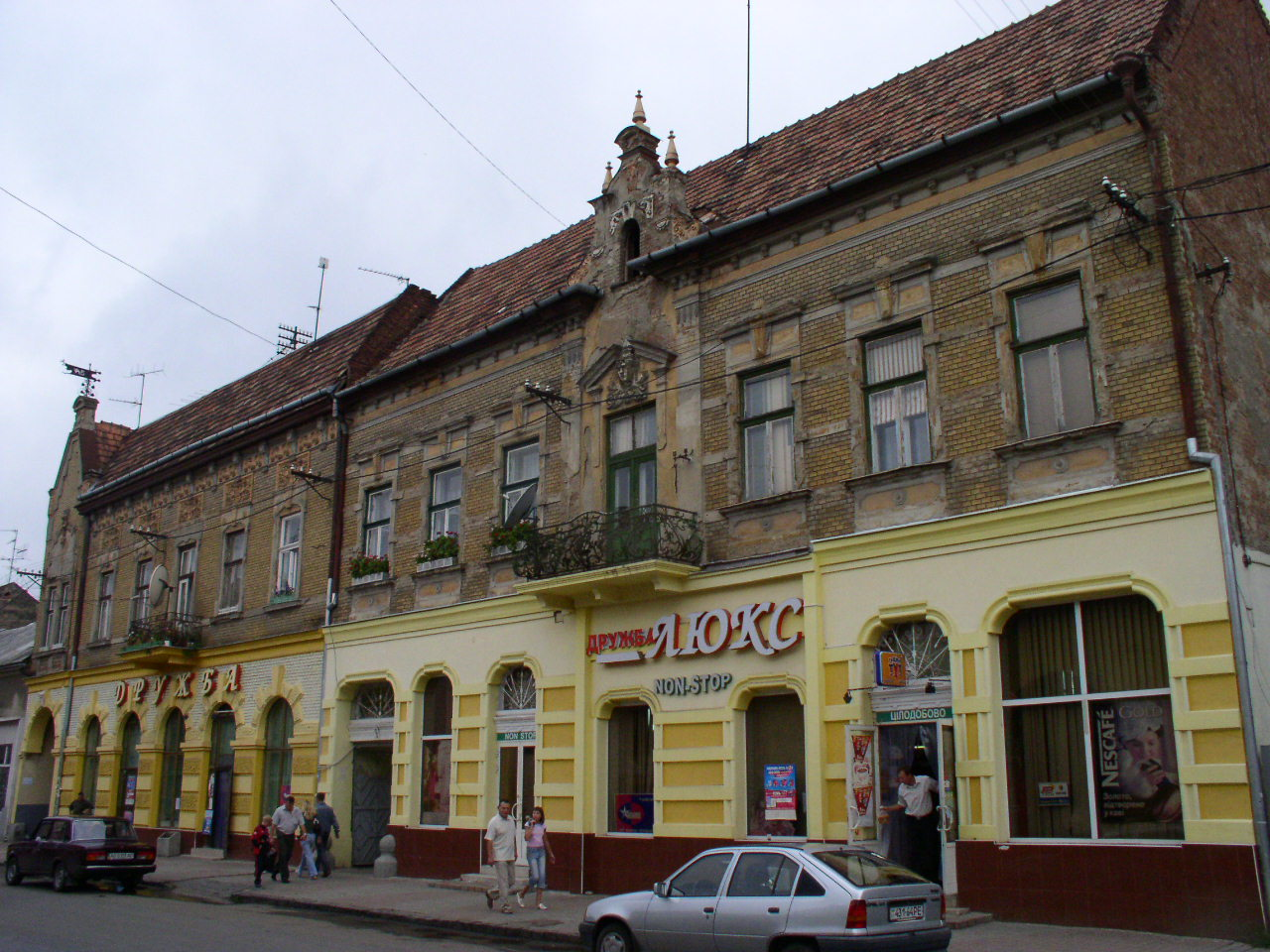
عمارتی قدیمی
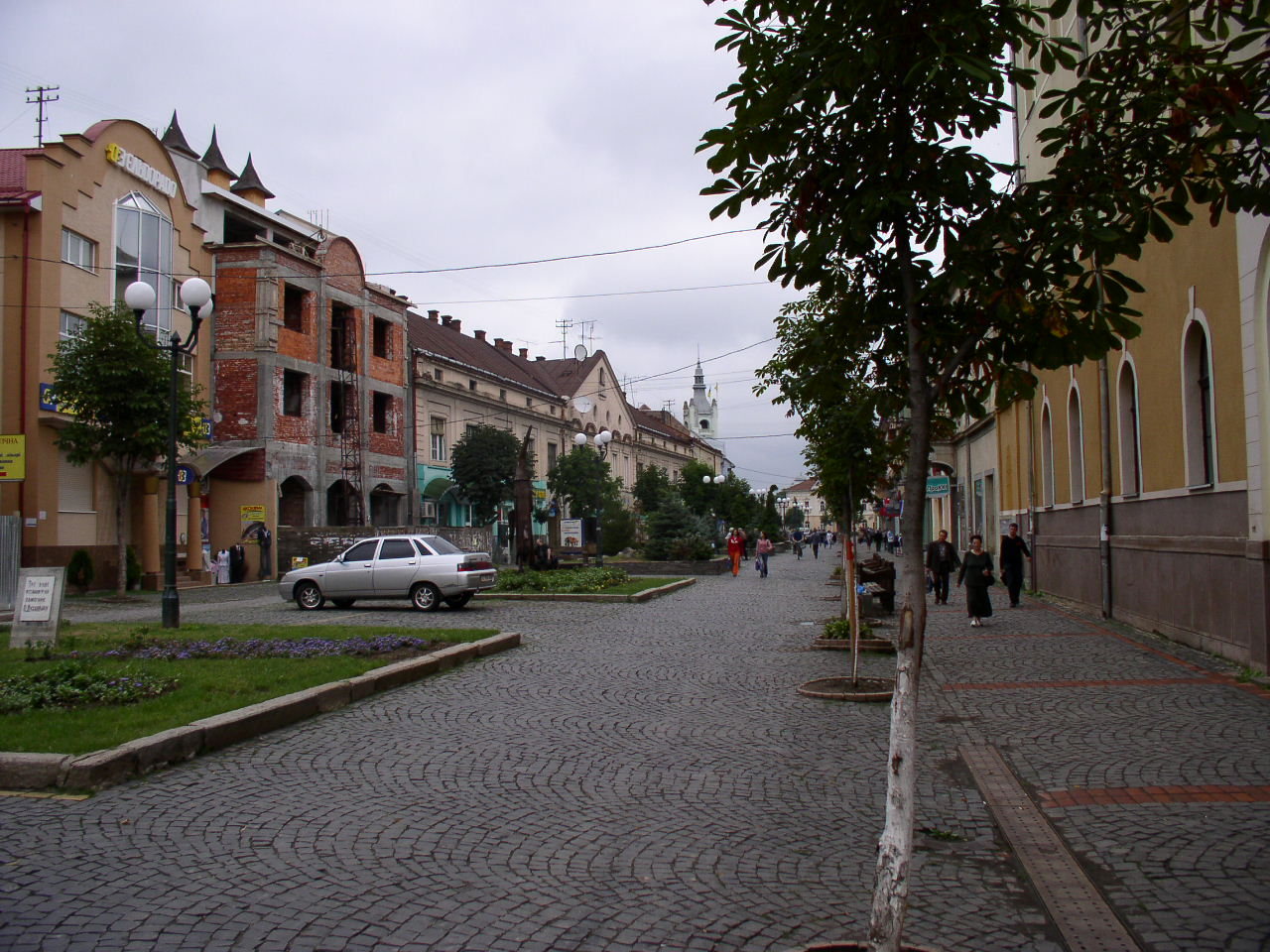
خیابان سنگفرش
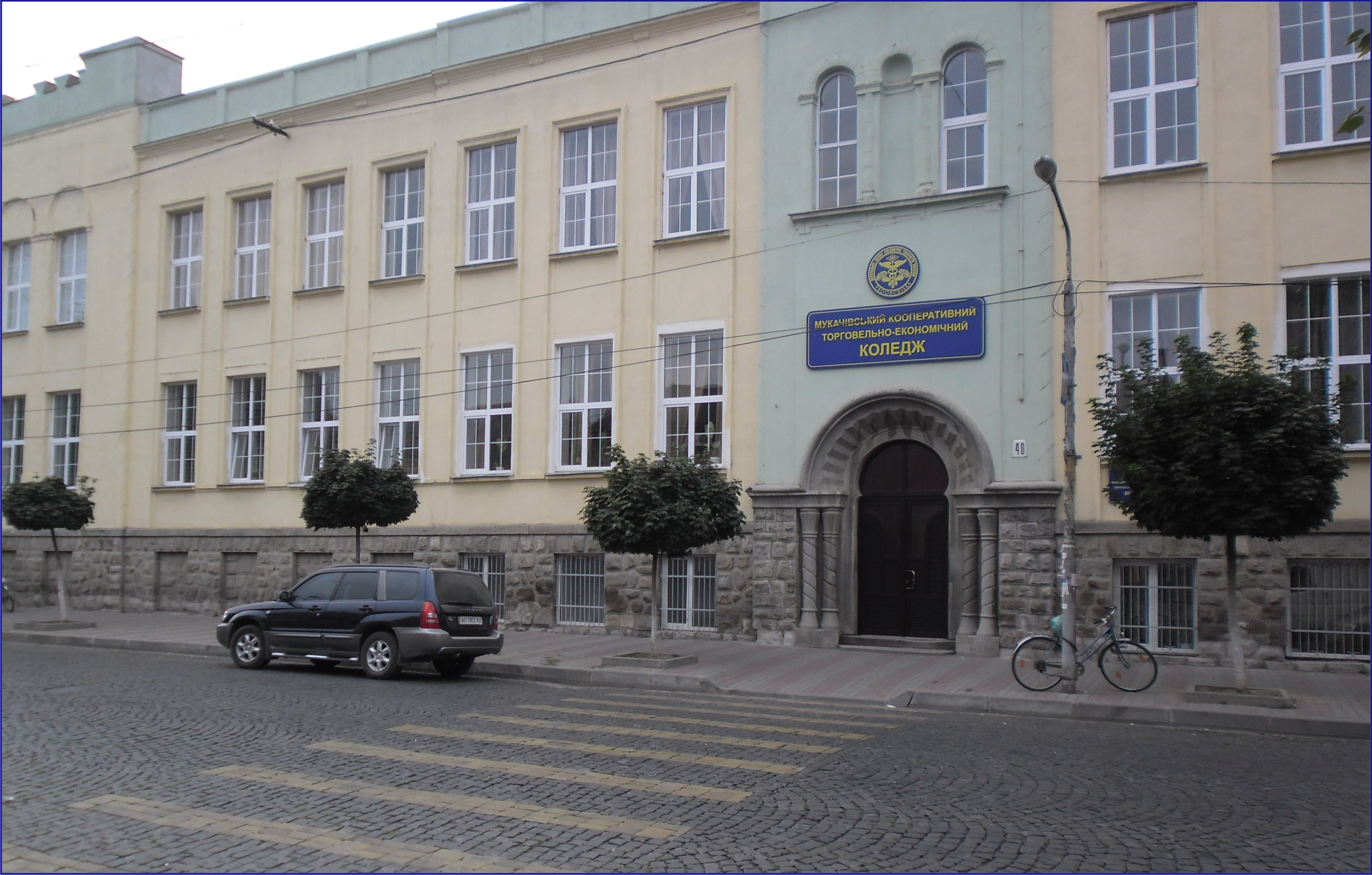
کالج تجارت و اقتصاد
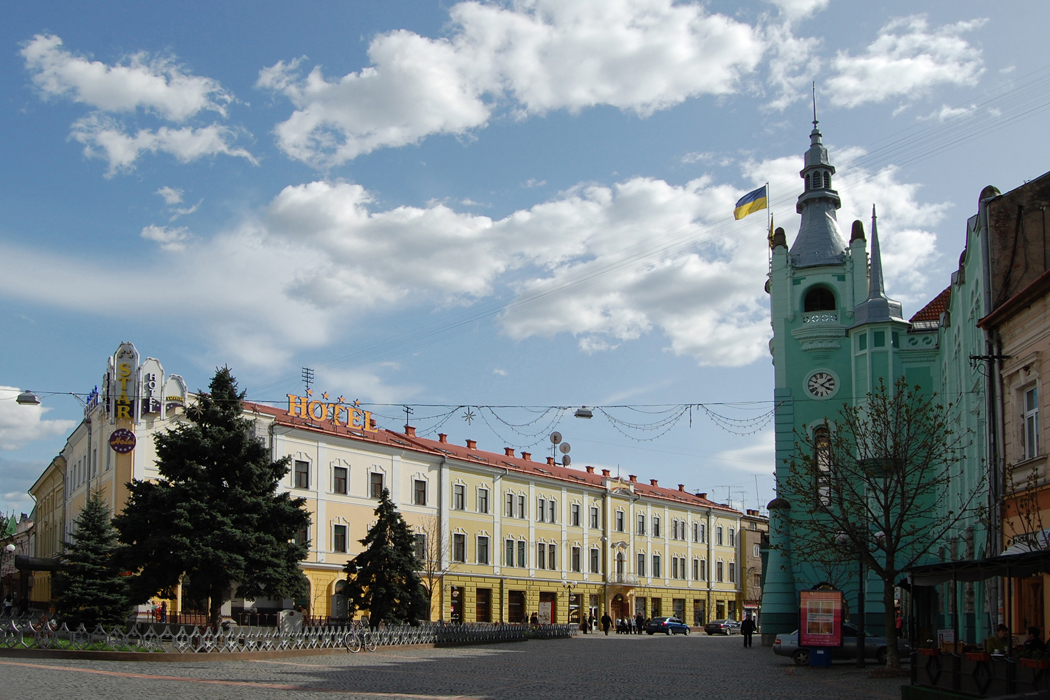
میدان مرکزی
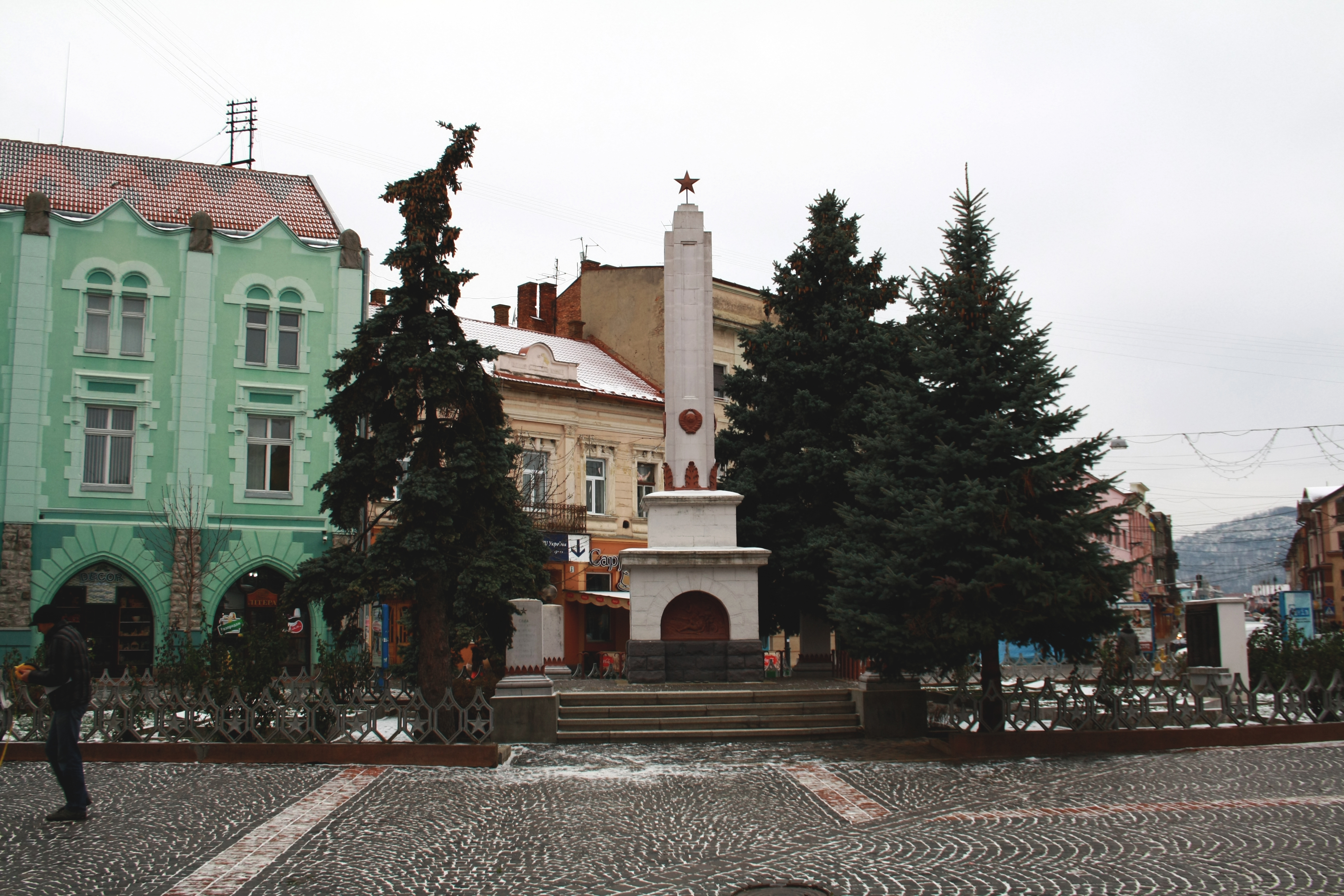
یادبود سربازان شوروی
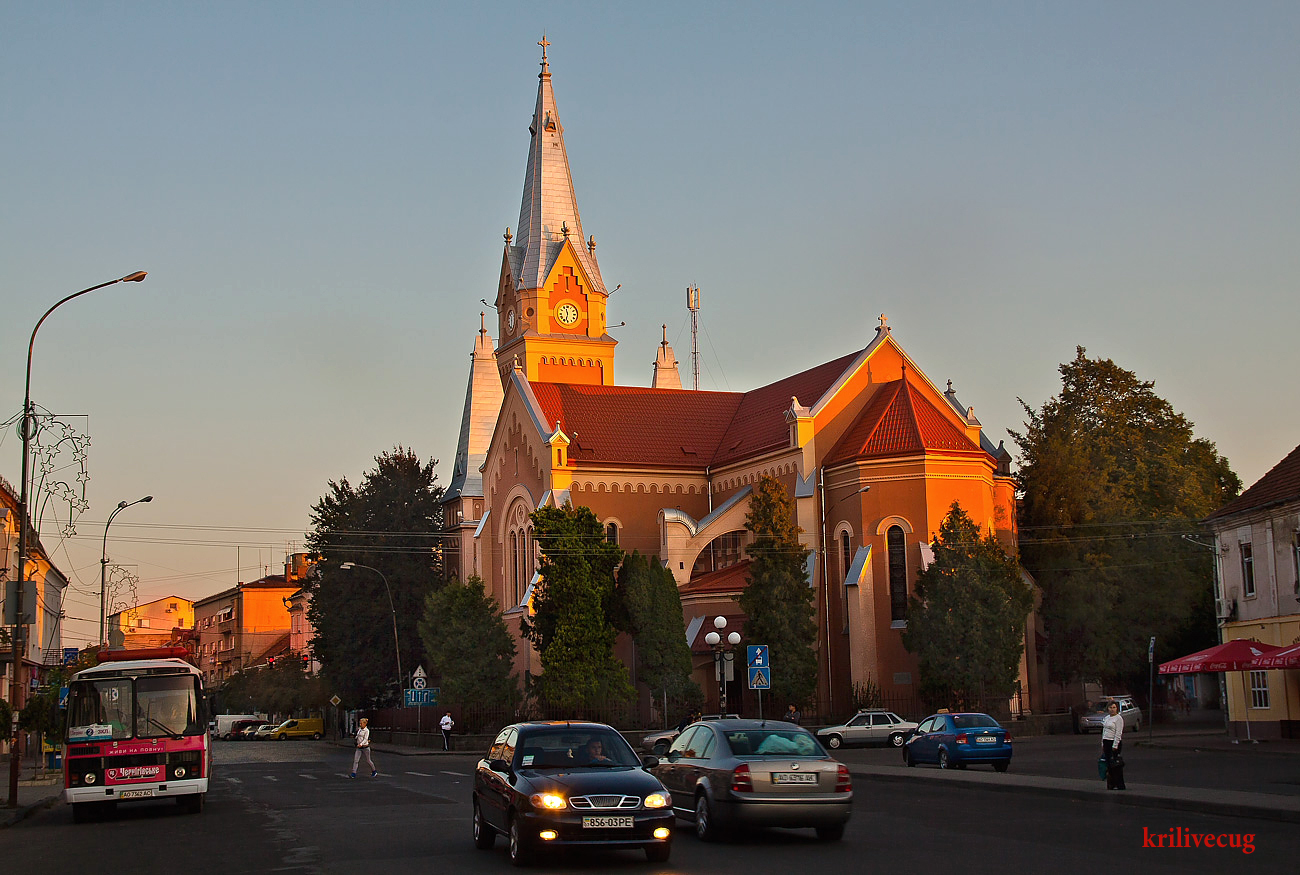
کلیسای جامع کاتولیک